# Vladimir Ivanovič Voronin
Vladimir Ivanovič Voronin (in russo Владимир Иванович Воронин?; Sumskij Posad, 17 ottobre 1890, 5 ottobre del calendario giuliano – Dikson, 18 ottobre 1952) è stato un navigatore ed esploratore sovietico.
Nel 1932 comandò la spedizione del rompighiaccio sovietico Sibirjakov intraprendendo con successo per la prima volta la rotta del mare del Nord senza svernamento.

## Biografia
Nato, nel 1890 (il 5 o il 17 ottobre), nel villaggio di Sumskij Posad, che si trova attualmente nel Belomorskij rajon della Repubblica di Carelia, si diplomò nel 1916 presso l'istituto nautico di Arcangelo (che porta ora il suo nome). Comandante della flotta rompighiaccio sovietica, esploratore polare, ha partecipato a numerose spedizioni nell'Artico sovietico.
Ha partecipato con il G. Sedov alla ricerca della spedizione di Umberto Nobile (nel 1928). Ha esplorato la Terra di Francesco Giuseppe e la Severnaja Zemlja (1929-1930). È stato al comando del 
Čeljuskin nella drammatica spedizione del 1933-34 e comandante del rompighiaccio Ermak (1934-38). Nell'autunno del 1938 sul rompighiaccio Iosif Stalin ha raggiunto le alte latitudini dell'oceano Artico per soccorrere il Sedov alla deriva. È stato sullo Stalin anche durante la seconda guerra mondiale. Nel 1946-47, comandava la baleniera Slava. È stato deputato del Soviet Supremo dell'URSS dal 1946 al 1950. È stato insignito con la più alta onorificenza dell'Unione Sovietica: l'Ordine di Lenin.

## La spedizione delSibirjakov
Il Sibirjakov salpò da Arcangelo il 28 giugno 1932; attraversò il mare di Kara e si diresse verso il mare di Laptev percorrendo una via inesplorata a nord della Severnaja Zemlja. Nel mese di settembre l'albero di trasmissione si ruppe e la nave andò alla deriva per 11 giorni. Tuttavia, il Sibirjakov utilizzando le vele arrivò allo stretto di Bering nel mese di ottobre. Raggiunse il porto giapponese di Yokohama, in 65 giorni, dopo aver percorso più di 2500 miglia nei mari artici. Fu considerata come una prodezza eroica dei marinai sovietici: il capo della spedizione Otto Schmidt e il capitano Voronin furono ricevuti con molti onori al loro ritorno in Russia. Il rompighiaccio Sibirjakov continuò ad essere in servizio fino a quando fu affondato nel 1942, dopo una lotta impari con l'incrociatore pesante tedesco Admiral Scheer durante l'Operazione Wunderland nella seconda guerra mondiale.

## La spedizione delČeljuskin

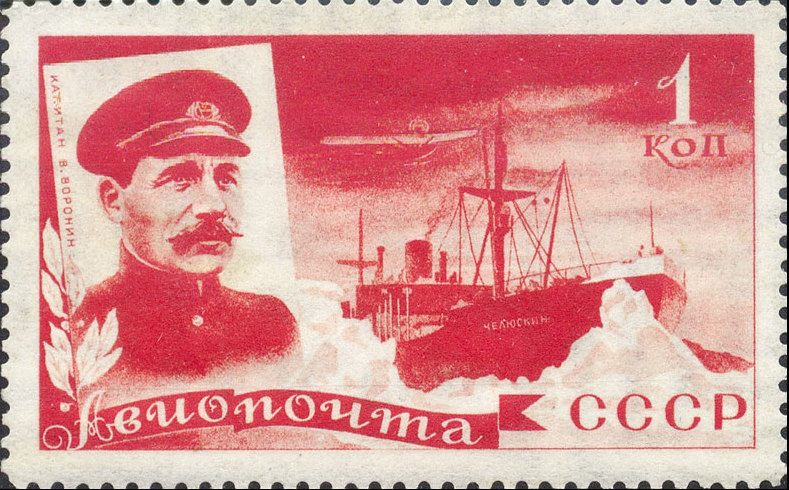
Francobollo sovietico da 1 copeco, in onore del cap. Voronin e del Čeljuskin

Il compito della spedizione fu quello di verificare la possibilità di percorrere con una nave non rompighiaccio la rotta marittima del Nord in una sola stagione. Nel luglio 1933 il Čeljuskin salpò da Leningrado salutato da una grande folla, ma nel mese di settembre rimase bloccato dalla banchisa nel mare dei Čukči vicino all'isola di Koljučin. L'equipaggio lavorò duramente per una settimana per liberare la nave dal ghiaccio, ma poi restò di nuovo bloccata e trascinata alla deriva verso lo stretto di Bering. Alla fine di novembre fu evidente che il Čeljuskin non sarebbe riuscito a liberarsi dalla banchisa e avrebbe dovuto svernare nel mare dei Čukči. La nave, stretta da grandi lastroni di ghiaccio rischiava il naufragio. Furono scaricate le apparecchiature dalla nave e allestito un campo a poppa della nave, ma le crepe che si formavano nella banchisa li costrinsero a risalire. Il Čeljuskin andò alla deriva per due mesi a est dell'isola di Wrangel finché l'enorme pressione esercitata dai ghiacci non schiacciò la carena. Il comandante Voronin, Otto Schmidt e l'intero equipaggio dovettero abbandonare la nave. Era il 13 febbraio 1934. Ci fu un solo disperso che affondò con la nave: il giovane economo Boris G. Mogilevič. I naufraghi allestirono un campo, conosciuto come "campo Schmidt", e rimasero in contatto radio con il villaggio di Uėlen, sulla penisola dei Ciukci, il loro salvataggio fu quanto mai complesso e venne portato a termine con l'aiuto dell'aviazione, facendo base a capo Vankarem. Le prime ad essere messe in salvo dal pilota Anatolij Ljapidevskij furono 10 donne e 2 bambine, il 5 marzo, i voli di soccorso ripresero il 7 aprile e si conclusero il giorno 13, a due mesi dal naufragio, con il salvataggio delle ultime sei persone, tra cui il cap. Voronin.

## Luoghi che portano il suo nome
- Isole di Voronin (острова Воронина) nel mare di Kara.
- Capo Voronin, sull'isola di Salisbury nella Terra di Francesco Giuseppe (80°45′55″N 57°48′31″E).
- Ghiacciaio Voronin nella Terra di Francesco Giuseppe.
- Baia Voronin sulla costa nord-ovest dell'isola Severnyj, nel mare di Barents, (76°12′47″N 62°37′24″E).
- Capo Voronin, nella Terra della regina Victoria, in Antartide.
- Baia Voronin, nella Terra della regina Maud, in Antartide.
- Istituto nautico V. I. Voronin (АМИ им. В.И. Воронина[1]) ad Arcangelo.